# 赤池長任
赤池 長任（あかいけ ながとう）は、戦国時代から安土桃山時代にかけての武将。肥後国相良氏の家臣。

## 略歴
大口城在番の番頭の一人として人吉衆の将及び雑兵1,000名と共に大口城へ入った。永禄7年（1564年）、相良氏が伊東氏と結んだために島津氏との関係は悪化し、大口城をめぐって激しい猛攻をかけてくるようになった。長任は堅固に在番するよう命じられていたものの、2月21日に野戦を仕掛けるべく、桑幡新六、岩崎六郎兵衛を先手に騎馬武者65騎、雑兵合わせて300余人で筈ヶ尾に出陣。放火と挑発を行い、出てきた島津軍と交戦したが敗れて大口城へ退却、殿となった長任と岡本頼氏は手傷を負い、桑幡、岩崎などたくさんの兵が討ち死にした。
永禄10年（1567年）4月9日、市山城へ在番中の新納忠元が、島津義久からの使者を見送りに城外へ出た際に、長任は大口城から上村弥九郎、的場五藤左衛門らを差し向け、忠元を初栗にて襲撃、忠元が市山城へ入ってもなおこれを追撃し、本丸の城の戸口で島津方と槍を合わせている。
翌11年（1568年）1月20日には大口城へ押し寄せた島津軍を菱刈氏と共に撃退し、島津義弘を窮地に追い込んだ。また、この戦では岡本頼氏が川上久朗に手傷を負わせ、死に至らしめる大功を挙げている。
以降、相良氏の史書にはその名を見なくなるが、天正2年（1574年）に東長兄、深水頼金との連名により書かれた文書が存在する。